# Camarasa
|  | Per a altres significats, vegeu «Camarasa (desambiguació)». |

Camarasa és una vila i municipi de Catalunya situat a la comarca de la Noguera. Inclou l'entitat municipal descentralitzada de Fontllonga i Ametlla. Fontllonga fou municipi independent fins al 1970. Ha estat i és el marquesat de Camarasa, creat pel rei Carles I el 1543 per a Diego Sarmiento de los Cobos, fill del seu secretari Francisco de los Cobos, el qual passà als Fernández de Henestrosa, als Fernández de Córdoba i actualment pertany als Hohenlohe-Langenburg.

## Història
El 1050, Camarasa i Cubells foren cedides per Yússuf ibn Sulayman al-Mudhàffar de l'emirat de Larida al comtat de Barcelona.
La construcció de la presa i central hidroelèctrica de Camarasa entre el 1917 i el 1920 fou el fet més important en la vida camarasina a començament del segle XX.

## Geografia
- Llista de topònims de Camarasa (Orografia: muntanyes, serres, collades, indrets..; hidrografia: rius, fonts...; edificis: cases, masies, esglésies, etc).

## Demografia
| Entitat de població      | Habitants (2023) |
| Camarasa                 | 544              |
| Sant Llorenç de Montgai  | 183              |
| l'Ametlla del Montsec    | 37               |
| Fontllonga               | 14               |
| Figuerola de Meià        | 4                |
| la Maçana                | 4                |
| la Baronia de Sant Oïsme | 4                |
| Font: Idescat            |                  |

| 1497 f | 1515 f | 1553 f | 1717 | 1787  | 1857  | 1877  | 1887  | 1900  | 1910  |
| ------ | ------ | ------ | ---- | ----- | ----- | ----- | ----- | ----- | ----- |
| 83     | 85     | 106    | 465  | 1.135 | 3.521 | 3.206 | 2.908 | 2.648 | 2.439 |

| 1920  | 1930  | 1940  | 1950  | 1960  | 1970  | 1981 | 1990 | 1992 | 1994 |
| ----- | ----- | ----- | ----- | ----- | ----- | ---- | ---- | ---- | ---- |
| 2.273 | 2.773 | 2.021 | 2.087 | 1.769 | 1.233 | 987  | 988  | 939  | 939  |

| 1996 | 1998 | 2000 | 2002 | 2004 | 2006 | 2008 | 2010 | 2012 | 2014 |
| ---- | ---- | ---- | ---- | ---- | ---- | ---- | ---- | ---- | ---- |
| 897  | 893  | 885  | 882  | 903  | 931  | 948  | 979  | 945  | 911  |

| 2016 | 2018 | 2020 | 2022 | 2024 | 2026 | 2028 | 2030 | 2032 | 2034 |
| ---- | ---- | ---- | ---- | ---- | ---- | ---- | ---- | ---- | ---- |
| 879  | 842  | 810  | 786  | 805  | -    | -    | -    | -    | -    |

El 1857 incorpora Sant Llorenç de Montgai, i el 1970, Fontllonga junt amb la Baronia de Sant Oïsme i Figuerola de Meià.